# Petra Schürmann
Petra Schürmann-Freund (Mönchengladbach, 15 de setembro de 1933 – Starnberg, 14 de janeiro de 2010) foi uma atriz, apresentadora de televisão e modelo alemã que venceu o Miss Mundo 1956.

## Biografia
Petra estudou Filosofia e História da Arte, mas, sem completar seus estudos, após vencer o Miss Mundo conseguiu um trabalho como apresentadora na Televisão da Baviera e rapidamente se tornou um dos rostos mais famosos em seu país, segundo Isolde Stöcker-Gietl para o Mittelbayerische em junho de 2015.

## Participação no Miss Mundo
Petra venceu o Miss Mundo 1956 aos 22 anos de idade, tendo, primeiro, enfrentado a oposição dos pais, extremamente católicos. Segundo a SZ Magazin, eles achavam que ser Miss Mundo era como ser uma "espécie de stripper ou prostituta".
Ela derrotou outras 23 candidatas no evento realizado em Londres em 15 de outubro de 1956.

## Vida pós-concursos
Petra atuou na TV por vários anos, tendo se tornado uma celebridade, principalmente, quando em 1982, começou a apresentar "MM-Monday Market".
Teve uma filha, Alexandra, em 1967, e por muitos anos escondeu o nome do pai da criança, Gerhard Freund, que na época ainda era casado com a atriz Marianne Koch. Petra e Gerhard se casaram em 1973.
Alexandra morreu num acidente de carro em 2001 e Petra e o marido jamais se recuperaram do luto. Segundo o Mittelbayerische, Petra desenvolveu depressão e Transtorno de Estresse Pós-Traumático, o que a impedia de continuar atuando na TV. "O trauma a fazia perder a voz, que era sua marca registrada".
Ela morreu em janeiro de 2010, aos 76 anos de idade, dois anos após o marido. Na época, já estava doente há vários anos, usava cadeira de rodas e tinha perdido completamente a fala. Sua última entrevista foi dada em 2006, para a revista Bunte.
Nos últimos anos de sua vida morou em sua casa no Lago Starnberg.